# مكتبة خدا بخش
	مكتبة خدا بخش الشرقية العامة تقع في حي «بانكبور» في بتنه في ولاية بهار، بالهند.

## تاريخ
أسسها العالم والمؤرخ خدابخش في عام 1891 م على طراز المكتبات الأوروبية الخاصة ( كمكتبة انا اماليا ) وغيرها، وأشرف عليها إلى حين وفاته 1908 م.
بدأت هذه المكتبة كمكتبة خاصة في عام ١۸۹١، وأقيم أول مبنى جديد لها فيما بين عامي ١۹۳٥ و١۹۳۸، واكتمل مبناها الثاني في عام ١۹۸٧.

## الخزانة
تحتوي المكتبة ما نحو خمسين ألف مجلد من الكتب المطبوعة والمخطوطة في شتى العلوم، ومختلف اللغات، العربية، والفارسية، والاردية، والفرنسية، والإنكليزية، والهندية - السانسكريتية، وغيرها.
ومن أبرز الذين وهبوا مجموعاتهم لها:
- مولوي سبحان الله خان، رئيس جراكپور.
- سيد خورشيد نواب، الپتني.
- سيد سفدر نواب، الپتني.
- سيد مولوي عبد المجيد، الپتني.

ومن نفائسها:
1. مصحف قديم مكتوب بالخط الكوفي عن مصحف الصحابي الجليل عبد الله ابن مسعود.
2. صحيح مسلم. نسخة شديدة القدم عليها توقيعات كبار المحدّثين.
3. سيرة فيروز شاهي. وهي نسخة فريدة من تاريخ السلطان فيروز شاه طغلق.[4]

## المصدر
1. ↑  "Khuda Bakhsh Oriental Public Library (Historical Perspective)". kblibrary.bih.nic.in. مؤرشف من الأصل في 2019-06-03. اطلع عليه بتاريخ 2018-01-21.
2. ↑  مكتبة «خدابخش» الهندية في محاضرة بمركز جمعة الماجد - الاتحاد نسخة محفوظة 04 مارس 2016 على موقع واي باك مشين.
3. ↑  رحلاته العلمية وثمرات اسفاره - الحاج حسين الشاكري نسخة محفوظة 04 مارس 2016 على موقع واي باك مشين. [وصلة مكسورة]
4. ↑  "Khuda Bakhsh Oriental Public Library (Bankipur) / Al-Furqan Islamic Heritage Foundation" (بالإنجليزية). Retrieved 2024-10-07.